# Delouagapia
Delouagapia is een geslacht van weekdieren uit de klasse van de Gastropoda (slakken).

## Soorten
- Delouagapia cordelia (Hutton, 1883)
- Delouagapia tasmani Goulstone & Brook, 1999